# ألامانيا
ألامانيا أو أليمانيا هي المملكة التي أسسها وسكنها الألامانيون، وهم اتحاد قبلي جرماني. امتد الوجود الألاماني من حوض نهر الماين خلال القرن الثالث، بعد أن أغاروا على المقاطعات الرومانية واستقروا على الضفة اليسرى لنهر الراين بداية من القرن الرابع.
حكم ألامانيا ملوك قبليون مستقلون خلال القرنين الرابع والخامس، من ثم فقدت استقلالها وأصبحت دوقية لمملكة الفرنجة في القرن السادس. عندما بدأت الإمبراطورية الرومانية المقدسة في التكون تحت حكم الملك كونراد الأول في شرق فرنسا (حكم من 911 إلى 918)، أصبحت أراضي ألامانيا هي دوقية شوابيا في عام 915. غالبًا ما استخدم الكُتّاب مصطلح شوابيا بالتبادل مع ألامانيا في القرنين العاشر والثاني عشر.
تمركزت أراضي ألامانيا في القرن السابع إلى القرن التاسع حول بحيرة كونستانس وشملت نهر الراين العالي والغابة السوداء والألزاس على جانبي نهر الراين الأعلى، وحوض نهر الدانوب العلوي حتى نقطة التقاء نهر ليخ، مع حدود غير واضحة باتجاه بورجوندي إلى الجنوب الغربي في حوض نهر آر (أرغاو). حكمت ألامانيا مقاطعة ريتيا كورينسيس، على الرغم من أنها ليست جزءًا من ألامانيا، وأصبحت جزءًا من دوقية شوابيا منذ أن أسسها بورتشارد الأول (دوق ألامانيا من 909 إلى 911).
يتوافق إقليم ألامانيا مع المناطق التي تتكلم اللهجة الأليمانية في العصر الحديث، مثل الألزاس الفرنسية، وبادن الألمانية وشوابيا، وسويسرا الناطقة بالألمانية، وفورارلبرغ النمساوية.

## جغرافيًا
تغيرت منطقة استيطان الألامانيين الأصلية إلى الجنوب في حوض نهر الماين، واستقروا في القرنين الخامس والسادس في أراضٍ جديدة على جانبي نهر الراين. كانت ألامانيا منطقة غير متنازع عليها إلى حد ما خلال حكم الفرنجة، وخلال دوقية شوابيا أثناء حكم الإمبراطورية الرومانية المقدسة خلال القرنين السابع إلى الثالث عشر، وكانت منظمة بشكل مقاطعات.
مقاطعة شوابيا: جبل هيجاو (Hegau)، بين بحيرة كونستانس، وأعلى نهر الدانوب وجبال الألب السوابية. وبيراتولتاسبارا في حوض نيكار العلوي، يسار نهر الدانوب العلوي حتى أولم، بما في ذلك منبع نهر الدانوب. ونيكارغو (سميت على اسم نيكار، عاصمة كانشتات). وسويغرستال (إرمستال الحديثة)، وفيليواغاو (فيلسغاو، التي سميت على اسم نهر فيلس)، وتارتشو (قرب شفايبيش غموند) وألبا بين نهر نيكار والدانوب. ودوريا بين أولم وأوغسبورغ.
مقاطعة ألبيغوف (ألغاو) وكيلتنشتاين (بين غيلتناخ وفيرتاخ) وأوغيشتيغوف (العاصمة اوغسبورغ) على طول نهر ليخ الذي يشكل الحدود مع بافاريا. وريزيا (ريس، أحد أسماء مقاطعة رايتيا الرومانية) في الزاوية الشمالية الشرقية، يسار نهر الدانوب (العاصمة نوردلينجن). ولينتسغوف وأرغونغوف (سميت على اسم نهر أرغن) شمال بحيرة كونستانس. وإريتغاو، وفولكولتسبارا (فولكولتسبار)، وراميجوي (راماتشغاو) وإيلارغو (سميت على اسم إيلر، العاصمة ميمينجين) على الجانب الأيمن من نهر الدانوب.
مقاطعة بادن: بريسيغوف على طول نهر الراين الأعلى مقابل سوندغاو، ومورتونوفا، وفي وقت لاحق أورتيناو على طول نهر الراين الأعلى مقابل نوردغاو. وألبيغو التي تتمركز في دير سانت بليز، في الغابة السوداء.
في فرنسا الحديثة (الألزاس): سونتغوف ونوردغوف.
في سويسرا الحديثة: أوغيستيغوف (المنطقة المحيطة بأوغست) وتورغوف (تورغاو الحديثة التي سميت على اسم تور، مع انفصال تسوريتشاو عن تورغاو في القرن الثامن).
سُميت المنطقة الواقعة بين ألامانيا وأعلى بورغوندي أرغو (أرغاو الحديثة، التي سُميت على اسم الآر). كانت صلة هذه المنطقة بألمانيا أو بورجوندي العليا متنازع عليها.
انضمت مقاطعة ريتيا كورينسيس إلى ألامانيا في أوائل القرن العاشر. وتتألف من رينغوف (رينغاو التي سميت باسم نهر الراين) وريتيا.

## الإرث
استمرت اللهجة الأليمانية كعائلة منفصلة من اللهجات داخل الألمانية العليا. يتوافق توزيع المجموعات الفرعية الأليمانية العليا والأليمانية الدنيا إلى حد كبير مع امتداد الأليمانية تاريخيًا، بينما انتشرت اللهجات الأليمانية العليا إلى ما وراء حدودها خلال العصور الوسطى. يعتبر خط برونيج نابف رويس حدًا ثقافيًا في الأليمانية العليا، والذي يمثل تقسيم ألامانيا السليم ومسيرات أرغوفيا بين ألامانيا وبورغوندي.
أسماء ألمانيا باللغات العربية الحديثة هي ألمانيا، وبالكتالونية Alemanya، وبالويلزية Yr Almaen، وبالكورنيش Almayn، وبالفرنسية Allemagne، وبالفارسية ألمان، وبالجاليكية البرتغالية Alemanha، وبالإسبانية Alemania، وبالتركية Almanya، كلها مشتقة من ألامانيا.

## قائمة حكام ألامانيا

### الملوك المستقلون
فيما يلي الأسماء المعروفة للملوك الألامانيين الأوائل. لم يحكموا بالضرورة كل ولايات ألامانيا، لكنهم كانوا على الأرجح ملوكًا صغارًا يحكمون القبائل أو الكانتونات الأصغر، مثل ماكريان (فلوريدا 370)، ملك قبيلة بوسينوبانتس الألامانية.
- لويتغارد
- كروكوس 306
- ميديريك (والد أجيناريك، شقيق كودوماريوس)
- شنودوماريوس منذ 350 حتى 357
- أجيناريك (سيناربيو) 357
- سوماريوس منذ 357 حتى 358
- هوتاريوس 357 حتى 359
- غوندوماديوس 354 (الوصي مع فادوماريوس)
- الملوك الألامانيون الذين ذكرهم أميانوس مارسيلينوس هم: أوريوس وأورسيسينوس وماكريانيوس وهاريوباودس وفادوماريوس. عقد جوليان المرتد معاهدات سلام مع هؤلاء الملوك عام 359.
- راندو 368
- فيثيكابيوس منذ 360 حتى 368
- برياريوس 378
- جيبولد (جيبافولت) 470

### الدوقات الذين كانوا تحت حكم الفرنجة
- بيوتلين منذ 539 حتى 554
- لويتاري الأول منذ 552 حتى 554
- هامينغ منذ 539 حتى 554
- أربعة دوقات في أبرشية أفونش منذ 548 حتى 573:[3]
  - لانتشار د. 548
  - ماجناشار منذ 555 حتى 565
  - فايفار منذ 565 حتى 573
  - ثيوديفريد 573
- ليوتفريد منذ 570 حتى 587، وخلعه تشيلديبرت الثاني
- أونسيلين منذ 587 حتى 607
- غونزو 613
- شرودوبيرت 630
- جوندوين، دوق الألزاس، فلوريدا 630
- لويتاري الثاني 642
- بونيفاس دوق الألزاس حتى 662
- أدالريش دوق الألزاس 662 وبعد 683
- أدالبرت دوق الألزاس بعد 683-723
- غوتفريد حتى 709
- ويليهاري منذ 709 حتى 712 (في أورتيناو)
- لانتفريد منذ 709 حتى 730
- تيودبالد منذ 709 حتى 744
- ليوتفريد دوق الألزاس منذ 723 حتى 742